# Elaphoglossum richardii
Elaphoglossum richardii är en träjonväxtart som först beskrevs av Jean Baptiste Bory de Saint-Vincent, och fick sitt nu gällande namn av Christ. Elaphoglossum richardii ingår i släktet Elaphoglossum och familjen Dryopteridaceae. Inga underarter finns listade.